# (1562) Gondolatsch
(1562) Gondolatsch ist ein Asteroid des Hauptgürtels, der am 9. März 1943 von dem deutschen Astronomen Karl Wilhelm Reinmuth an der Landessternwarte Heidelberg-Königstuhl der Universität Heidelberg entdeckt wurde.
Benannt ist der Asteroid nach dem deutschen Astronomen Friedrich Gondolatsch.